# Bronzeblad
Bronzeblad (Rodgersia) er en slægt med 5-6 arter, der er udbredt i det østlige Himalaya og i Kina. Det er store, flerårige urter med krybende, forgrenede og skælklædte jordstængler. Bladene udgår alle fra jordstænglen, og de er langstilkede og fjernervede til håndsnitdelte med tandet rand. Blomsterne er samlet i skærmagtige småstande, der tilsammen danner en endestillet top på et særligt skud. De enkelte blomster er regelmæssige og 5-tallige medhvide eller rosafarvede bægerblade. Derimod mangler kronbladene helt eller der findes et enkelt, to eller fem af dem. Frugterne er kapsler med mange frø.
| Beskrevne arter |

- Kastanjebladet bronzeblad (Rodgersia aesculifolia)
- Finnet bronzeblad (Rodgersia pinnata)
- Stilket bronzeblad (Rodgersia podophylla)
- Hyldebladet bronzeblad (Rodgersia sambucifolia)

| Andre arter |

- Rodgersia nepalensis
- Rodgersia prillieuxii
- Rodgersia x purdomii

Bemærk, at Parasolblad nu henregnes til Parasolblad-slægten under navnet Astilboides tabularis.